# Breitband-Zugangsserver
Mit Broadband Remote Access Server (BRAS) oder auch Breitband-PoP (Point of Presence) werden Netzelemente von Breitband-Netzen wie DSL und UMTS bezeichnet. Sie sind Teil des Netzwerks eines Internet Service Providers (ISP) und speisen den Datenverkehr der Endbenutzer-Verbindungen in das Backbone-Netzwerk ein. BRAS werden auch als Broadband Network Gateway (BNG) bezeichnet.
Zu den Aufgaben eines BRAS gehören:
- Aggregierung des Datenverkehrs von den Zugangspunkten (meist DSLAMs)
- Terminierung von PPP-Sitzungen oder IP over ATM-Sitzungen. Ein BRAS kann ca. 50.000 gleichzeitige PPPoE-Sitzungen terminieren.
- Erzwingung von Garantien und Beschränkungen im Rahmen von Quality of Service

In DSL-Netzen sammeln DSLAMs den Datenverkehr der vor Ort angeschlossenen Teilnehmer und leiten ihn über ein ATM- oder IP-Netz (das sogenannte Konzentratornetz oder Konzentrationsnetz) an den BRAS weiter, der in diesem Fall auch als DSL Access Concentrator (DSL-AC) bezeichnet wird.
Der BRAS bildet den logischen Endpunkt von PPP-Sitzungen. Dabei kann es sich um PPP over Ethernet (PPPoE) oder PPP over ATM (PPPoA) handeln. Der BRAS ist damit verantwortlich für die Zuweisung von Sitzungsparametern wie IP-Adressen. Daher ist er rückwärtig an ein Authentifizierungs-, Autorisierungs- und Abrechnungs-System (AAA) angebunden. Da es sich um einen Router handelt, ist der BRAS der erste sichtbare Hop zwischen dem Kunden und dem Internet.
Das alte DSL-Zugangsnetz der Deutschen Telekom mit 74 Standorten wurde zunächst mit BRAS des Typs ERX-1410 von Juniper Networks und Cisco 6400 aufgebaut, die später durch ERX-1440 ersetzt wurden. Das VDSL-Netzwerk der Deutschen Telekom wird mit BRAS des Typs Cisco 10008 und Ericsson SE800 aufgebaut.

## Aktuelle Entwicklungen
Die gegenwärtig vorhandene Basis an BRAS und DSLAMs aus der Anfangszeit der DSL-Vernetzung ist für neue Dienste wie IPTV und IP-Telefonie eher ungeeignet, da diese Dienste erweiterte Multicast- und Quality-of-Service-Anforderungen stellen. Eine mögliche Lösung ist die Realisierung von BRAS und DSLAM in einem gemeinsamen Gerät.
Die Deutsche Telekom baut in der aktuellen (2016) Netzarchitektur 899 Standorte für ca. 2000 BNGs des Typs Juniper MX960 aus.